# Зачаклуй дружину
Зачаклуй дружину (англ. Conjure Wife) — роман жахів американського письменника Фріца Лайбера, вперше опублікований в квітні 1943 року в журналі «Unknown».

## Зміст
Тансі Сейлор — дружина перспективного молодого професора соціології в невеликому консервативному американському коледжі. Її чоловік Норман виявляє одного разу, що вона відьма. Нишпорячи в її туалетному столику: він знаходить флакони з цвинтарним брудом, пакети з волоссям і обрізками нігтів їхніх знайомих та інші докази її чаклунства. Йому вдається переконати її, що її віра в магію є результатом забобон та неврозу. Тансі спалює свої чари і удача Нормана відразу ж зникає. Він усвідомлює, що досі його захищали чари Тансі, і що в результаті його втручання вони обидва тепер безсилі протистояти чарам інших відьом навколо них.
Виявляється, що всі жінки в більшій чи меншій мірі практикують чаклунство заради власного комфорту, вигоди чи кар'єри своїх чоловіків.
І проти Нормана таємно об'єдналось дружини трьох його колег. Коли справи стають дійсно поганими, Тансі повертається до чаклунства. Вона вирішує перевести на себе всі заклинання спрямовані проти Нормана і тимчасово зникнути.
Норману доводиться визволяти її слідуючи залишеним нею інструкціям. Він трохи спізнюється і душею Тансі заволодіває одна з відьм.
Норман втемну використовує дружні відносини з їхніми чоловіками, щоб розібратись в накладених чаклунствах і повернути душу Тансі.